# EBITA
EBITA ist eine betriebswirtschaftliche Kennzahl und sagt etwas über den Gewinn eines Unternehmens in einem bestimmten Zeitraum aus.
EBITA ist die Abkürzung für englisch earnings before interest, taxes and amortization. Wörtlich übersetzt heißt das: Gewinn vor Zinsen, Steuern und Abschreibungen auf immaterielle Vermögensgegenstände. In der praktischen Anwendung hat es jedoch die Bedeutung von „Gewinn vor Finanzergebnis, außerordentlichem Ergebnis, Steuern und Firmenwertabschreibungen“. Es werden also außerordentliche (einmalige) Kosten und Aufwendungen ebenso ignoriert wie Zinsen, sonstige Finanzierungsaufwendungen oder -erträge, Steuern, und Abschreibungen auf Firmenwerte. Es wird auch für die „Bereinigung des Gewinns“ oder „Herausrechnen bestimmter Positionen“ verwendet.
Eine mit dem EBITA verwandte Kennzahl ist das EBTA. Hier entfällt das Herausrechnen des Finanzergebnisses.

## Anwendung
Im Fall von in Raten vorgenommenen Firmenwertabschreibungen neutralisieren EBITA und EBTA deren gewinnverzerrende Auswirkungen und erleichtern damit die Bewertung des Betriebsergebnisses beziehungsweise des Gewinns vor Steuern. Seit im US-amerikanischen Rechnungslegungssystem US-GAAP und im internationalen System IFRS (nicht jedoch bei Rechnungslegung nach HGB) die ratierlichen Firmenwertabschreibungen abgeschafft wurden, hat diese Anwendung des EBITA und EBTA an Bedeutung verloren.
Im Fall von außerordentlichen Firmenwertabschreibungen neutralisieren EBITA und EBTA deren einmaligen Einfluss auf das Betriebsergebnis und auf den Gewinn vor Steuern und erleichtern dadurch dessen Hochrechnung auf zukünftige Betriebsergebnisse.
In der Finanzanalyse sind die verschiedenen Rechenwege und dementsprechend unterschiedlichen Bedeutungen dieser Kennzahl zu beachten. Vor einer Bewertung des EBITA bzw. EBTA ist zu klären, was damit genau gemeint ist.

## Zusatz
In jüngster Zeit kommt in manchen Bilanzen ein zusätzliches R vor, also EBITAR. Dieses kann entweder für restructuring also „Restrukturierungsaufwand“ oder rents also Mieten stehen.